# Beastwars
Beastwars est un groupe de sludge metal et de stoner doom néo-zélandaise, originaire de Wellington.

## Biographie
Beastwars est formé par Nathan Hicke et Clayton Anderson avec l'intention de se présenter comme un lien entre Kyuss et The Cult. Les deux musiciens citent ces groupes comme étant des points d'ancrage centraux pour leur propre concept musical. Hicke et Anderson ont invité James Woods comme bassiste et ont créé ensemble un groupe de musique purement instrumental. Lors de la première représentation du groupe, Matt Hyde a chanté depuis le public sur les morceaux joués et a été intégré au groupe en tant que chanteur permanent. 
Après d'autres représentations à Wellington, le groupe enregistre son premier album en cinq jours, en raison de la demande du public. Ce premier album éponyme a été enregistré et produit par Dale Cotton, qui avait déjà travaillé pour High Dependency Unit, Sola Rosa et Dimmer. Pour le mastering, les enregistrements ont été envoyés aux États-Unis, où John Golden, qui avait auparavant contribué à l'album The Real Thing de Faith No More, a mixé l'album. Beastwars est conçu comme un album-concept apocalyptique sur la fin du monde vue par un extraterrestre. Les deux albums suivants se sont également inspirés de ce concept de base. L'album sort le 9 mai 2011 sur le sous-label Destroy Records, créé spécialement à cet effet par Universal Records. Il reçoit des critiques majoritairement positives, atteint la 15e place du classement des albums néo-zélandais le 23 mai de la même année et est nommé pour les New Zealand Music Awards en tant que meilleur album de rock et album à la meilleure pochette. Le groupe reçoit le prix pour la couverture conçue par Nick Keller, mais c'est Ignite de Shihad qui est élu meilleur album de rock. Depuis, Beastwars a joué avec High on Fire, Melvins, Kyuss Lives!, Helmet, Broozer, Black Cobra et Fu Manchu,,. Deux ans après ce premier album, Beastwars sort son deuxième album, Blood Becomes Fire, le 19 avril 2013. Il est produit par Cotton et, comme son prédécesseur, reçoit des critiques majoritairement positives. L'album atteint la deuxième place du classement des albums en Nouvelle-Zélande,. Au cours des années suivantes, le groupe a continué à se produire en Nouvelle-Zélande et en Australie. Le 22 avril 2016, ils sortent leur troisième album studio, The Death of All Things, qui se classe cinquième dans les charts néo-zélandais des albums le 2 mai. Avec The Death of All Things, les musiciens ont provisoirement mis fin à l'histoire du groupe et ont dissous le groupe.
En octobre 2017, le groupe annonce que Matt Hydes était atteint d'un lymphome non hodgkinien. Le groupe publie en même temps quelques t-shirts et versions vinyles de ses albums, qui devaient être vendus pour soutenir financièrement le chanteur pendant son traitement. En outre, les musiciens ont lancé un petit festival dans le même but, intitulé Cancer Sucks,,. En juin 2018, le groupe annonce la guérison du chanteur et effectue une petite tournée en Nouvelle-Zélande.
À la suite de ces représentations, le groupe décide d'enregistrer du nouveau son. Dans un communiqué, le groupe déclare que malgré la bonne acceptation du traitement par le chanteur, « le groupe a ressenti un besoin urgent d'enregistrer de nouvelles chansons ». Ainsi, la maladie de Hyde aurait permis aux musiciens de prendre conscience et de mettre en perspective l'importance du groupe pour ses membres. IV sort en juin 2019.

## Style musical
Beastwars est principalement classé dans le sludge metal ainsi que dans le stoner doom, le doom metal, le hard rock et le rock sudiste sont également cités comme facettes de la musique. Hickey décrit l'idée derrière la musique comme une tentative de combiner les phrases mélodiques de The Cult avec le groove et le riffing de Kyuss,.
Selon handwritten-mag.de, la musique est construite sur « des riffs de guitare d'une tonne », tandis que le reste de la musique est arrangé autour du riffing. Metal-News confirme également cette impression. De même, le site Mescalin-Injection confirme l'importance du jeu de guitare et cite « les guitares à fond » comme caractéristique du groupe. Parmi les autres éléments clés du son, on trouve « une basse qui gronde méchamment et des percussions qui vous prennent aux tripes ». Sur Metal-News, le rythme est situé « entre des passages durs et saccadés et des riffs calmes et atmosphériques ».
Outre le jeu de guitare, le chant est souvent mis en avant. Le chant est décrit comme un sifflement et un grognement. Hydes est crédité d'un « organe extrêmement rauque », auquel on attribue parfois de la soul. Pour le définir plus précisément, Hydes a été comparé à Joe Cocker, d'une part, et son chant a été décrit comme soi-disant ivre, d'autre part,,. Selon Mescaline Injection, « la voix torturée [...], tannée par les intempéries [...] (et balsamée au whisky [...] ?) s'accorde parfaitement avec la musique ») s'intègre parfaitement à la structure instrumentale du groupe ». Selon handwritten-mag.de, « Matt Hydes crie et se plaint à travers les chansons comme s'il n'y avait pas de lendemain, sans pour autant dégager de l'éclat et de l'originalité »

## Discographie
- 2010 : When I’m King (single, Destroy Records)
- 2011 : Beastwars (album, Destroy Records)
- 2012 : Tower of Skulls (single, Destroy Records)
- 2013 : State Houses by the River / Cthulhu (split single avec The Eastern, Rough Peel Records)
- 2013 : Blood becomes Fire (album, Destroy Records)
- 2016 : The Death of All Things (album, Destroy Records)
- 2019 : IV (album, Destroy Records)
- 2020 : Live at San Fran (album live, téléchargement)